# Siphonomecus multicinctus
Siphonomecus multicinctus är en stjärnmaskart som beskrevs av Fisher 1947. Siphonomecus multicinctus ingår i släktet Siphonomecus och familjen Sipunculidae. Inga underarter finns listade i Catalogue of Life.